# Lyford
Lyford é uma cidade localizada no estado norte-americano de Texas, no Condado de Willacy.

## Demografia
Segundo o censo norte-americano de 2000, a sua população era de 1973 habitantes.
Em 2006, foi estimada uma população de 2456, um aumento de 483 (24.5%).

## Geografia
De acordo com o United States Census Bureau tem uma área de
2,8 km², dos quais 2,8 km² cobertos por terra e 0,0 km² cobertos por água.

## Localidades na vizinhança
O diagrama seguinte representa as localidades num raio de 8 km ao redor de Lyford.